# هفته منابع طبیعی

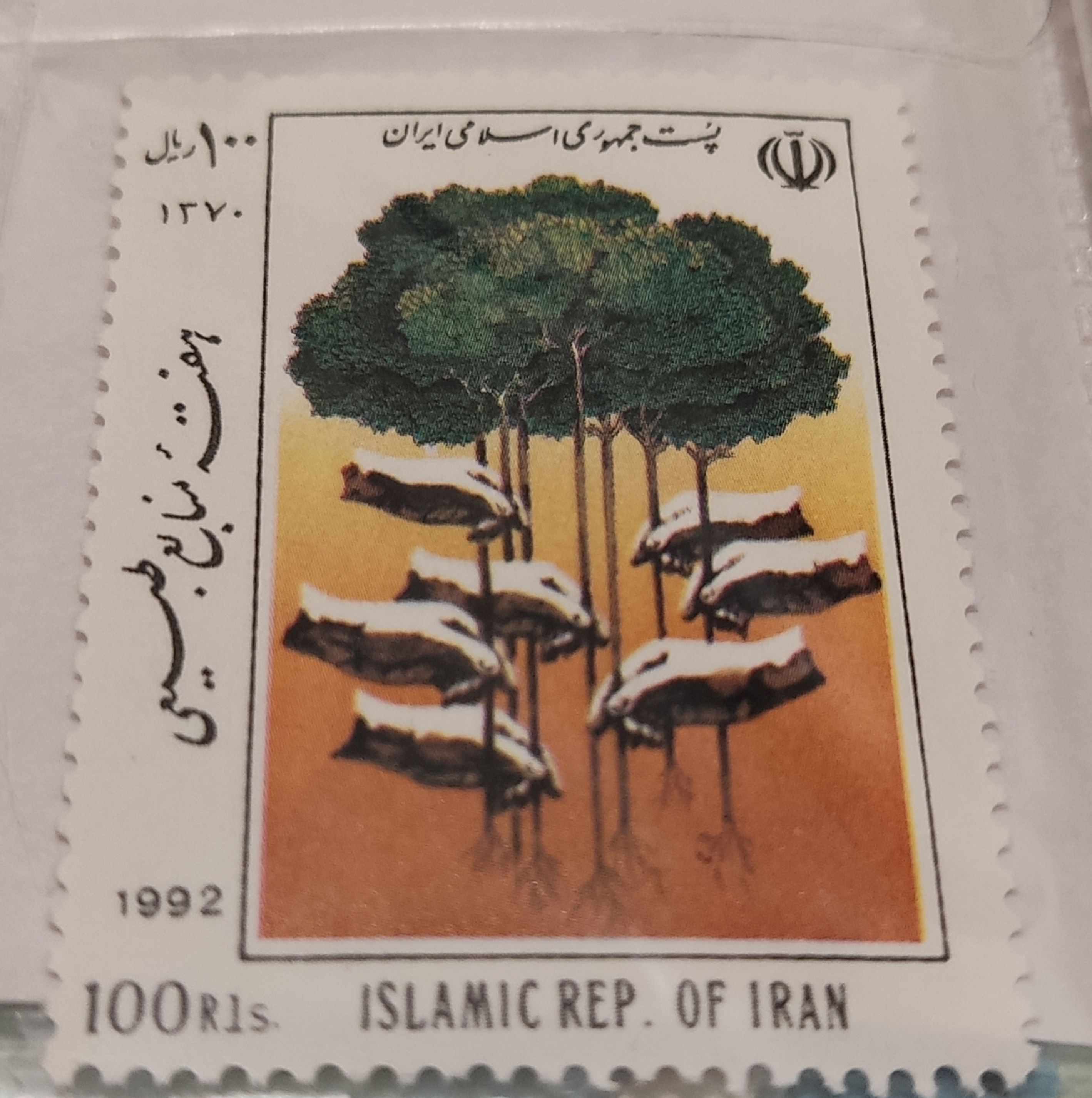
تمبر پستی به مناسبت هفته منابع طبیعی سال ۱۳۷۰

هفتهٔ منابع‌طبیعی از روز ۱۵ اُم اسفندماه هرسال که روزِ درخت‌کاری است آغاز می‌گردد و برای پاس‌داشت منابع‌طبیعی، محیط زیست و زیست‌بوم ایران برگزارده می‌شود.

## پاس‌داشت زیست‌بوم در ایران
درخت‌کاری در ایران از علایق ملّی و از سنت‌های تاریخی است. تاریخ نشان می‌دهد که ایرانیان باستان، جشن‌هایی برگزار می‌کردند و در این جشن‌ها، درخت می‌کاشتند و با درختکاری به خاک و زمین احترام می‌گذاشتند. این هفته، یک بهانه برای احترام‌گذاشتن به محیط زیست است. از این راه، به محیط زیست و طبیعت کمک می‌شود تا دوباره زنده می‌شود و به‌یادمان می‌آورد که باید برای نگهداری از محیط زیست و درختان، دقت بیشتری داشته باشیم.